# Lyteskomik
Lyteskomik är humor som bygger på att man driver med någon med tydligt avvikande utseende eller beteende, t.ex. ovanliga ansiktsdrag eller udda beteende.
Lyteskomik har en gammal tradition och har ofta riktat sig mot människor i underläge på grund av funktionsnedsättning. En aspekt av lyteskomik är forna tiders hovnarrar som ibland led av dvärgväxt.
Lyteskomik kan användas som ett avsiktligt grepp för att skapa humor, men det är också vanligt att skildringar som inte i första hand är avsedda som lyteskomik uppfattas som humoristiska av en del mottagare. 
Ett aktuellt exempel på lyteskomik är Sissela Benns karaktär Filippa Bark som använder sig av karaktärens stamning, synfel (översynthet vilket leder till att hon bär glasögon med konvexa glas) samt diverse personlighetsdrag som traditionellt förknippats med neuropsykiatriska funktionsvariationer för att skapa en (av vissa ansedd) komisk karaktär.  